# 聯景光電
聯景光電股份有限公司，英文全名 Topcell Solar International Co., Ltd.，簡寫「TSi」，創立於2010年，是台灣矽晶太陽能電池製造公司之一，為聯華電子在矽晶太陽能電池的新佈局。於2015年6月1日合併到茂迪光電後消滅。